# Paul Hyde (cầu thủ bóng đá)

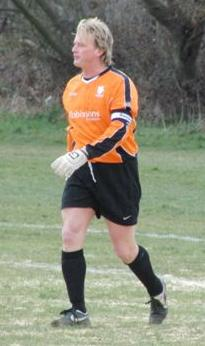
Hyde thi đấu cho Canterbury City năm 2010

Paul Hyde (sinh ngày 7 tháng 4 năm 1963) là một cựu cầu thủ bóng đá chuyên nghiệp người Anh. Sinh ra ở Hayes, ông từng thi đấu chuyên nghiệp cho Wycombe Wanderers (290 trận), Leicester city (7 lần ra sân ở Premier League) và Leyton Orient với hơn 70 trận cho đến khi buộc nghỉ thi đấu ở Football League vì đa chấn thương ở chân. Ông trở lại bóng đá non-league với Dover Athletic ở Conference league (350 trận).